# Cyrille Florent Bella
Cyrille Florent Bella (* 11. Juni 1975 in Yaoundé, Kamerun) ist ein ehemaliger kamerunischer Fußballspieler. Der Stürmer verbrachte den größten Teil seiner Laufbahn in Deutschland.

## Karriere
Cyrille Florent Bella wechselte 1998 vom paraguayischen Erstligisten Cerro Porteño nach Deutschland zum SC Paderborn 07. Mit diesem trat er in den folgenden beiden Jahren in der drittklassigen Regionalliga West/Südwest an.
2000 wechselte Bella zum damaligen Aufsteiger in die 2. Bundesliga LR Ahlen. Bei diesem bestritt er in den folgenden Jahren 131 Zweitligaspiele, in denen er 37 Tore erzielte. Anfang 2005 wurde er unter Trainer František Straka aufgrund von Übergewicht zur zweiten Mannschaft des Vereins abgeschoben.
Es folgte je ein Jahr bei den Nord-Regionalligisten Rot-Weiß Oberhausen und SV Wilhelmshaven. Bei keinem der beiden Vereine konnte Bella den Abstieg in die damals viertklassige Oberliga verhindern. Nach einem halben Jahr Vereinslosigkeit spielte er von Januar 2008 bis Juli 2008 beim Oberligisten Hammer SpVg. Anschließend ging er für eine halbe Spielzeit nach Hongkong zum chinesischen Erstligisten Kitchee SC. Im Februar 2009 schloss er sich dem NRW-Oberligisten FC Gütersloh 2000 für den Rest der laufenden Saison an.
In der kamerunischen Nationalmannschaft bestritt Bella in den Jahren 1997 und 2003 je ein Spiel. Zudem stand er beim Konföderationen-Pokal 2003 im kamerunischen Kader, jedoch ohne eingesetzt zu werden.

## Privates
Sein Sohn, Armel Bella-Kotchap, ist ebenfalls Fußballer und spielt beim FC Southampton.

## Erfolge
SC Paderborn
- Westfalenpokalsieger (1): 2000

SV Wilhelmshaven
- Niedersachsenpokalsieger (1): 2007